# Kriegsküche

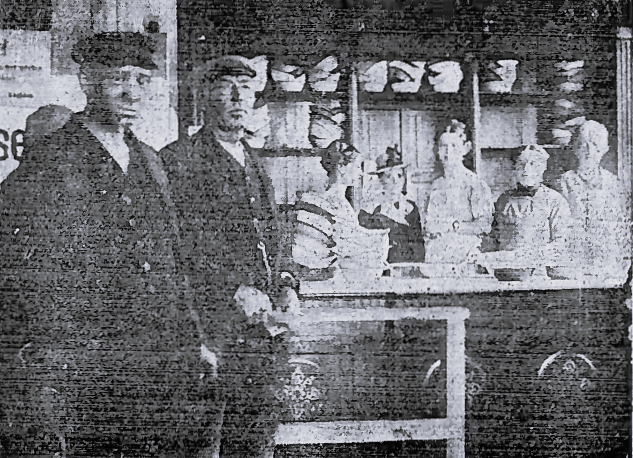
Essensausgabe der lübeckischen Kriegsküche „Alter Bahnhof“

Die Kriegsküche war im Ersten Weltkrieg zur Versorgung weiter Kreise der Zivilbevölkerung errichtet worden.
Massenküchen gab es bereits vor dem Krieg in fast allen großen Verbrauchsmittelpunkten des Deutschen Reichs in Form von Volksküchen. In den Ländern der kriegsführenden Parteien verschlechterte sich im Laufe des Krieges die Nahrungsmittelversorgung der Zivilbevölkerung. Insbesondere im Deutschen Reich nahm die Nahrungsmittelproduktion ab, und die Lebensmittelimporte, auf die das Reich angewiesen war, verringerten sich stark durch die Blockademaßnahmen der Ententestaaten, vor allem auch durch die Britische Seeblockade in der Nordsee.
Als Folge ergab sich eine Ernährungskrise, die vor allem die Stadtbevölkerung betraf. Wohltätige Vereine richteten daher schon 1915 sogenannte Kriegsküchen zur Versorgung der Bevölkerung ein, um die schlimmsten Auswirkungen zu verhindern. Ausgegeben wurden überwiegend Suppen.
Im Oktober 1916 standen in 357 Gemeinden 1457 Massenspeisungseinrichtungen, im Februar 1917 in den 563 Gemeinden von mehr als 10000 Einwohnern in 472 Gemeinden 2207 Massenspeisungseinrichtungen.
Bis zum Ende des Ersten Weltkriegs starben über 700.000 deutsche Zivilisten, was etwa 35 Prozent der Gefallenen auf den Schlachtfeldern entsprach. Damit kamen zwischen 1914 und 1918 mehr deutsche Zivilisten durch Hunger und Krankheit ums Leben, als es im Zweiten Weltkrieg Opfer durch die alliierten Bombenangriffe gab.